# Al Ahed
Al Ahed FC is een Libanese voetbalclub uit Beiroet. De club won in 2019 de AFC Cup, waardoor dit de eerste keer was dat een Libanese club een internationale prijs won.

## Erelijst
Nationaal
- Landskampioen (9): 2007/08, 2009/10, 2010/11, 2014/15, 2016/17, 2017/18, 2018/19, 2021/22, 2022/23
- Beker van Libanon (4): 2004, 2005, 2009, 2011
- Libanese bondsbeker (2): 2004, 2006
- Libanese elitebeker (3): 2008, 2010, 2011
- Libanese Supercup (2): 2008, 2010

Internationaal
- AFC Cup (1): 2019